# Sal'skij rajon
Il Sal'skij rajon, in russo Сальский район?, è un rajon dell'Oblast' di Rostov, nella Russia europea. Istituito nel 1924, il capoluogo è Sal'sk.